# Nixon-Skinner Conservation Park
Nixon-Skinner Conservation Park är en park i Australien. Den ligger i delstaten South Australia, omkring 56 kilometer söder om delstatshuvudstaden Adelaide.
Runt Nixon-Skinner Conservation Park är det mycket glesbefolkat, med 5 invånare per kvadratkilometer.. Närmaste större samhälle är Aldinga, omkring 15 kilometer norr om Nixon-Skinner Conservation Park. 
Trakten runt Nixon-Skinner Conservation Park består till största delen av jordbruksmark. Genomsnittlig årsnederbörd är 832 millimeter. Den regnigaste månaden är juni, med i genomsnitt 159 mm nederbörd, och den torraste är januari, med 24 mm nederbörd.